# As Dead as Time
As Dead as Time (englisch So tot wie die Zeit) ist ein Album der belgischen Funeral-Doom-Band Until Death Overtakes Me.

## Geschichte
Die Stücke des Albums As Dead as Time erschienen zum Großteil als Musikdownload vorab und wurden in den Jahren 2020 und 2021 von Stijn van Cauter in seinem Heimstudio Templa Libitina ohne externen Produzenten eingespielt und als Singles veröffentlicht. Mit As Dead as Time stellte Until Death Overtakes Me die Stücke als fünften Teil der mit Well of Dreams begonnenen und Hell & Rain, They Know und Herald of Sorrow fortgeführten Werks-Reihe Collected Works zusammen. Die Reihe kompelliert solche, meist zuvor veröffentlichten, Single-Stücke die ohne übergeordnetes Konzept zusammenhängen.
Das Album blieb nach der Veröffentlichung ohne besondere Resonanz.

## Albuminformationen
As Dead as Time wurde als Album am 29. April 2021 veröffentlicht. Van Cauter gab die Kompilation als Musikdownload über Bandcamp mit sechs Titeln und einer Spieldauer von 130:46 Minuten heraus. Eine zur Verfügung gestellte Variante eines Erwerb als Print-on-Demand-Kopie des Albums ließ zwei abschließende Stücke aus. Die Gestaltung übernahm van Cauter selbst. Das Cover zeigt einen Figur auf einer Säule die aus einem tiefen S-förmigen Strudel mit dunkel-grüner Farbgebung steht.
Die beiden Stücke Lynn Fey und The Dying of the Day wurden in der Variante einer Print-on-Demand-CD unter dem Titel The Dying of the Day separat veröffentlicht. 
Auf As Dead as Time verfolgt Until Death Overtakes Me weiter den in dieser Periode der Band üblichen Crossover aus Funeral Doom, Dark Wave und Ambient.

## Titelliste
1. The Sacrifice: 18:09
2. Endling: 12:20
3. A Forgotten Dream: 20:00
4. Sentinel of Time: 17:29
5. Lynn Fey (bonus track): 8:08 (The Dying of the Day)
6. The Dying of the Day (bonus track): 54:40 (The Dying of the Day)